# Liste von Kaninchenbrunnen
In dieser Liste sind Kaninchenbrunnen aufgeführt, also Brunnen im öffentlichen Raum, die Kaninchen zum Thema haben.

| Bezeichnung                      | Bild           | Standort                                 | Staat | Künstler | Errichtung Einweihung | Weitere Informationen |
| -------------------------------- | -------------- | ---------------------------------------- | ----- | -------- | --------------------- | --------------------- |
| Kaninchenbrunnen (Uji Jinja)     | weitere Bilder | Uji (Kyoto) (Lage)                       | Japan |          |                       |                       |
| Kaninchenbrunnen (San Francisco) |                | San Francisco, Tutla Municipality        | USA   |          |                       |                       |
| Roger-Rabbit-Brunnen             | weitere Bilder | Disneyland (Anaheim, Kalifornien) (Lage) | USA   |          |                       |                       |